# Alderpoint
Alderpoint – jednostka osadnicza w Stanach Zjednoczonych, w stanie Kalifornia, w hrabstwie Humboldt.